# Andrew Van de Kamp
 (octobre 2018).
Si vous disposez d'ouvrages ou d'articles de référence ou si vous connaissez des sites web de qualité traitant du thème abordé ici, merci de compléter l'article en donnant les références utiles à sa vérifiabilité et en les liant à la section « Notes et références ».
Andrew Van de Kamp est un personnage de fiction du feuilleton Desperate Housewives. Il est joué par Shawn Pyfrom.

## Biographie
Andrew est le fils de Bree Van de Kamp. Homosexuel, il fait son coming out à ses parents dans l'épisode 18 de la saison 1. Presque sociopathe, Andrew va s'employer à faire souffrir sa mère homophobe durant la saison 2, parce que selon lui elle ne l'accepte pas tel qu'il est. Il devient plus responsable dans la saison 3.

### Saison 1
Lors de sa première apparition, dans l'épisode pilote, il reproche à sa mère Bree de consacrer trop de temps à la cuisine et de vouloir décrocher le titre de la « meilleure ménagère du pays ». Il ne supporte pas sa mère, avec laquelle il a régulièrement des disputes.
Âgé de 16 ans, Andrew franchit à plusieurs reprises les règles imposées par ses parents, notamment en risquant de se faire exclure du lycée pour avoir violenté un camarade ou en allant dans un club de strip-tease, dans lequel sa mère le rejoint pour l'humilier en s'asseyant à ses côtés et en dénonçant ce qu'elle considère être une activité dégradante pour la femme. 
Lorsque son père Rex lui annonce sa volonté de divorcer, il craint de se retrouver avec sa mère : il espère alors vivre avec son père, plus tolérant. Ce dernier lui offre peu après une voiture, ce à quoi s'oppose sa mère, qui somme Andrew de la rendre en lui faisant du chantage. 
Troublé par les problèmes conjugaux de ses parents, il renverse avec sa voiture, à la suite d'une dispute avec son père et alors qu'il est en excès de vitesse, Juanita Solis, qui traversait la route : celle-ci tombe alors dans le coma. En état de choc, il en informe ses parents, qui décident de se débarrasser de la voiture et de ne pas en parler, afin qu'il n'aille pas en prison. Par la suite, Andrew semble manifester peu de remords.
Après avoir découvert qu'il fume de la marijuana, sa mère appelle le club de natation pour dénoncer le fait qu'il possède de la drogue dans son casier, ce qui a pour conséquence le renvoi d'Andrew du club, dans lequel il excellait. Cet épisode renforce les tensions entre lui et Bree.
Lors d'une fête chez les Young, il est surpris par Susan Mayer dans la piscine, en train d'embrasser son ami Justin, colocataire de John Rowland. Gêné, Andrew dit à Susan qu'il n'est pas gay. Celle-ci garde le silence.
Surpris en train de fumer du cannabis avec ses amis, Andrew blesse l'agent de sécurité du lycée en prenant la fuite avec sa voiture. À deux mois de la remise des diplômes, il est exclu de l'établissement. Bree prend alors la décision de l'envoyer dans un centre de redressement pour délinquants juvéniles, ce qu'accepte son père après avoir assisté à une dispute au cours de laquelle Andrew a bousculé sa mère.
Amené de force dans le camp, c'est là qu'il fait son coming out à ses parents. Sa mère réagit mal à cette annonce et décide de le faire revenir à la maison, redoutant de le laisser en compagnie d'autres garçons. Homophobe, elle met dès lors tout en œuvre pour changer son orientation sexuelle, invitant notamment à dîner un révérend pour tenter de le convaincre ou lui disant qu'il n'ira pas au paradis s'il persiste dans cette voie. Lors d'une rencontre avec le révérend, Andrew déclare avoir menti à ses parents dans le but de quitter le centre de redressement et aimer la glace à la vanille et parfois la glace au chocolat, sous-entendant ainsi qu'il est bisexuel. Blessé par les propos de sa mère, il annonce également au révérend sa volonté de devenir hypocrite avec elle en jouant le rôle du fils parfait, avant de commettre une bêtise dont elle ne se remettra pas.

### Saison 2
Peu de temps après la mort de son père, décédé à la fin de la saison 1, Andrew assiste, avec sa sœur Danielle, au passage au détecteur de mensonges de sa mère, soupçonnée d'avoir tué son mari. Il apprend alors que celle-ci est amoureuse de son pharmacien, George Williams. Visiblement agacé, il reproche à sa mère de sortir avec lui à peine un mois après la mort de Rex. Lors d'un dîner, Andrew provoque George Williams, se moquant de son inexpérience avec les femmes et évoquant les relations entre Bree et son défunt époux, ce qui provoque la colère de Williams. Par la suite, lors d'une compétition de natation, Andrew le voit embrasser sa mère, ce qui le pousse à sortir de la piscine et à l'agresser physiquement. Le pharmacien prend alors un malin plaisir à s'attirer la compassion de Bree, qui, contre le gré de son fils, continue tout de même sa relation avec lui.
Renvoyé au camp Hennessey par sa mère, il apprend à son retour que son père a été empoisonné par George Williams, qui était jaloux de sa relation avec Bree. Il la tient dès lors pour responsable et estime qu'elle n'a plus à lui dire ce qu'il doit faire. Il invite ainsi secrètement son petit copain, Justin, à venir dormir à la maison, et lui fait part de sa haine pour sa mère, réitérant son souhait de la faire tomber au moindre faux pas. Alors qu'il est encore sous le choc de l'annonce du meurtre de son père et qu'il regrette le fait que Williams se soit suicidé en toute impunité, Bree lui avoue qu'elle a assisté à la mort de ce dernier sans appeler les secours.
Un soir, sa mère le surprend en train d'embrasser Justin : choquée, elle lui rappelle qu'il doit se conformer à ses valeurs jusqu'à sa majorité, ce à quoi Andrew répond avec humour et en faisant référence à son penchant pour l'alcool. Plus tard, elle le découvre endormi dans son lit aux côtés de Justin. Alors qu'elle lui demande de le faire sortir, Andrew menace de la faire chanter en dénonçant son attitude lors du suicide de George Williams. Bree sollicite alors les conseils de Karl Mayer, avocat, qui lui affirme qu'il ne peut pas poursuivre sa mère et qui dissuade finalement Andrew de la faire chanter en le menaçant.
Andrew profite ensuite de l'alcoolisme de sa mère. Il la provoque en lui faisant part de ses soupçons de dépendance à l'alcool la concernant, notamment après l'avoir découvert endormie dans le jardin à la suite d'une soirée alcoolisée. Il réclame alors la part d'héritage laissée par son père, ce que sa mère refuse, considérant qu'Andrew ne mérite pas d'obtenir une telle somme sans efforts. Sur ordre d'Andrew, son copain Justin le frappe et lui cause un œil au beurre noir dans le but de faire croire que sa mère le bat sous l'influence de l'alcool. Afin d'obtenir son émancipation et par la même la gestion de ses finances, il engage un avocat. Bree, qui nie tout problème d'addiction, décide de se rendre aux Alcooliques anonymes pour faire bonne impression devant la juge et obtenir ainsi un jugement favorable. Devant ce stratagème, l'avocat d'Andrew lui déconseille d'aller au tribunal pour la faire céder. Il la menace alors de l'accuser d'attouchements sexuels.
Au terme de six semaines d'hostilités, l'audience doit se tenir au tribunal du comté de Fairview. Néanmoins, le grand-père d'Andrew parvient à faire renvoyer l'audience et tente en vain de le réconcilier avec sa mère. Les grands-parents décident alors de prendre en charge Andrew. Sa mère, avec la complicité de Justin, s'y oppose et leur apprend son homosexualité par l'intermédiaire de magazines pornographiques homosexuels, après quoi ceux-ci refusent de vivre avec lui. Pour le convaincre de rester à la maison, Bree invite Justin à dîner, ce qui traduit une plus grande tolérance de sa part vis-à-vis de l'orientation sexuelle de son fils. Leur réconciliation semble alors scellée.
Mais en apprenant que le nouveau petit ami de sa mère, Peter McMillan, est obsédé sexuel, il persuade sa sœur de le draguer pour rompre son couple. Celle-ci ne souhaitant pas avoir de relations sexuelles avec lui, Andrew décide de le faire lui-même. Après l'avoir découvert, Bree, excédée par le comportement de son fils, l'abandonne le lendemain, près d'une station à essence, sur le trajet qui devait les conduire à une université recommandée par Peter. Elle s'excuse de ne plus pouvoir l'aimer, et lui remet quelques affaires et de l'argent pour qu'il puisse survivre. Andrew, se rendant compte que ce qu'il lui a fait subir se retourne contre lui, la supplie de ne pas le laisser. Devant le refus de sa mère, il se dit satisfait du fait qu'elle ne l'aime plus et laisse entendre qu'il a été blessé par sa réaction à la suite de son coming out. Bree repart alors dans la voiture, laissant Andrew sur le bord de la route, avant d'avoir une expression mêlant soulagement et désespoir.

### Saison 3
Quelques mois plus tard, alors qu'elle s'apprête à partir en voyage de noces avec son nouveau mari, Orson Hodge, Bree découvre un reportage sur les sans-abris, dans lequel Andrew est interrogé sur ses conditions de vie dans la rue. Choquée, elle refuse aussitôt de partir. Pleine de remords à l'idée de l'avoir contraint à quitter la maison, elle prend contact avec la journaliste chargée d'interviewer son fils et débute des recherches. Elle le retrouve finalement à la soupe populaire et le supplie de rentrer, mais celui-ci refuse sa proposition et lui dit qu'il ne lui a pas pardonné, après quoi il s'enfuit.
Devant la souffrance de sa femme, Orson parvient à retrouver Andrew et s'enquiert de sa façon de vivre. Le jeune homme lui confie qu'il est contraint de faire des choses dont il n'est pas fier pour pouvoir subvenir à ses problèmes financiers. Orson le met en garde contre la haine destructrice qu'il ressent et lui propose son aide. Peu de temps après, Andrew rentre chez sa mère, qui semble comblée. Ensemble, ils décident de faire croire qu'il était parti effectuer un stage de théâtre, bien qu'Andrew aurait préféré dire la vérité à ses amis. Ce dernier semble alors avoir changé : il apparaît comme un fils responsable et tenant à sa mère.
Lors d'une exposition à laquelle participe Danielle, il croise le respecté Dr Keck, qui part précipitamment. Andrew fait alors comprendre à Orson qu'il s'agissait de l'un de ses clients du temps où il se prostituait pour survivre dans la rue. Orson révèle la teneur de cette conversation à son épouse, qui se rend chez la femme de l'homme en question pour le lui en annoncer. À partir de là, les conflits entre Andrew et sa mère s'atténuent et leur relation s'améliore nettement. Il la console notamment lorsqu'elle pense être une mauvaise mère, à la suite d'une dispute avec sa fille, et lui dit que ses efforts excessifs pour leur inculquer les vertus du bien ont été contre-productifs et les ont poussés, lui et sa sœur, à choisir le mal. Touchée, elle se dit alors prête à l'écouter s'il désire parler de son expérience de sans-abri, mais il décline poliment cette offre.
Après la rupture entre sa sœur Danielle et son professeur d'histoire, il découvre cette dernière essayant de se suicider. Alors qu'il minimise la portée de ce geste, Orson se fâche fortement, considérant qu'une tentative de suicide n'est pas un acte anodin. Andrew est ensuite engagé comme employé dans la pizzeria nouvellement ouverte par le couple Scavo. Il révèle à Lynette Scavo qu'il a une liaison avec le livreur de bières.
Lorsque Bree fait une chute d'une échelle sabotée après avoir eu une conversation avec Orson à propos du meurtre de Monique Pollier, Andrew soupçonne son beau-père et prévient le personnel de l'hôpital où Bree est admise de faire attention à lui. Quelques jours plus tard, alors que Bree se repose chez elle, Andrew demande à sa sœur de s'occuper d'elle, parce qu'il doit être présent à la soirée d'ouverture de la pizzeria Scavo, où Danielle est également censée passer la soirée. Après avoir appris que sa sœur l'a laissé seule en compagnie de la mère d'Orson, Gloria Hodge, il rentre précipitamment à la maison. Quand il monte à l'étage, Gloria le frappe avec sa canne, le faisant chuter dans les escaliers. Orson parvient finalement à le réveiller et à empêcher sa mère de tuer Bree.

### Saison 4
Dans les premiers épisodes de la saison 4, Andrew apparaît de plus en plus réfléchi et conciliant, allant même jusqu'à être complice du mensonge de sa mère concernant sa grossesse. À la suite de cela, il vit très mal le nouveau trio composé par sa mère, Orson, et son « demi-frère » Benjamin (en réalité son neveu), ce qui le pousse à quitter la maison. En effet, lors d'une conversation pendant un repas, Bree dit à Orson qu'elle ne veut pas commettre les mêmes erreurs avec son « fils » qu'avec ses autres enfants, Andrew déménage donc pour ne plus imposer aux yeux de sa mère le fait d'être « une erreur ». Toutefois, prise par les remords, Bree se rend au nouvel appartement de son fils afin de lui témoigner son amour et pour s'excuser, Andrew le lui rendra alors en lui disant que cela fait longtemps qu'il lui a pardonné car c'est grâce à elle qu'il a évolué vers une meilleure voie (voiture, appartement, travail, assurance maladie). C'est quand il lui demandera de mettre un sous-verre sous sa tasse que Bree fond en larmes et se rend compte qu'ils se ressemblent et qu'ils pourront désormais avoir des liens mère-fils normaux.

### Saison 5
Andrew est maintenant l'associé de sa mère Bree, qui est devenue auteure de livre de cuisine. Il a aussi une relation avec le chirurgien qui a soigné les ronflements d'Orson, le Dr. Alex Cominis. C'est à partir de ce moment-là que sa mère décide de s'impliquer davantage dans sa vie amoureuse. Orson découvre aussi qu'Andrew a un salaire nettement supérieur au sien et que Bree a payé une maison pour lui et son petit ami. Andrew se montre dans cette saison bien plus lucide que sa mère, et l'aidera à prendre de bonnes décisions.
Il possède toujours un extraordinaire sens de la repartie et sait l'utiliser pour prouver à sa mère qu'il a raison.

### Saisons 6, 7 et 8
Dans la saison 6, Andrew se méfie de l'intrusion de Sam Allen car Sam devine qu'il a une liaison avec un employé. Il a des conflits avec lui et par la suite, quand Sam révèle son vrai visage, Bree s'excuse de ne l'avoir pas cru.
Ensuite dans la saison suivante, Alex le quitte et il devient alcoolique. Bree lui conseille de se soulager la conscience pour redevenir sobre mais celui-ci décide de révéler à Carlos l'accident qui a coûté la vie à sa mère Juanita. 
Dans la saison 8, Andrew prévoit de se marier avec une femme, Mary Beth, mais Bree se rend compte qu'elle préfère Andrew gay. Elle s'arrange pour les faire rompre et le mariage n'a finalement pas lieu.

## Apparence
| Saison | Statut                                        | Âge    |
| ------ | --------------------------------------------- | ------ |
| 1      | Lycéen                                        | 16 ans |
| 2      | Lycéen                                        | 17 ans |
| 3      | Employé à la pizzeria Scavo                   | 18 ans |
| 4      | Employé à la pizzeria Scavo                   | 19 ans |
| 5      | Vice-président de la société Bree Van de Kamp | 24 ans |
| 6      | Vice-président de la société Bree Van de Kamp | 25 ans |
| 7      | Sans emploi                                   | 26 ans |
| 8      | Sans emploi                                   | 27 ans |